# Cremnomymar alticola
Cremnomymar alticola är en stekelart som beskrevs av Dmitriy Alekseevich Ogloblin 1957. Cremnomymar alticola ingår i släktet Cremnomymar och familjen dvärgsteklar. Inga underarter finns listade i Catalogue of Life.